# Muzeul Național din Togo
Muzeul Național din Togo este o instituție națională togoleză cu vocație culturală și educațională, situată într-una din sălile Palatului Congreselor din Lomé. Misiunea sa este să păstreze și să pună în valoare moștenirea togoleză.
Dacă un prim muzeu a fost fondat în anul 1950, din 1974 a îmbogățit considerabil colecțiile sale datorită unei importante moșteniri a istoricului Hubert Kponton care a ales să cedeze toate colecțiile sale personale Ministerului Culturii, cu condiția să aibă grijă de menținerea și îmbunătățirea acestora. La 26 aprilie 1975, noul Muzeul Național al Togo a fost inaugurat cu mare fast de principalele autorități culturale ale republicii.
Situată într-o parte a Palatului Congreselor din Lomé, aceasta constă dintr-o sală de expoziții de aproape 200 de m² unde vizitatorilor le sunt prezentate colecții etnografice (obiecte meșteșugărești, obiecte religioase, instrumente muzicale tradiționale), colecții arheologice sau zoologice (exemplare împăiate care atestă fauna locală), precum și lucrări ale artiștilor locali.
După ce au ajuns să fie din ce în ce mai înghesuite, spațiile nu permit expunerea tuturor colecțiilor și doar 1% din piesele disponibile muzeului sunt expuse permanent, restul fiind depozitate în beciurile clădirii.